# Distretto di Zarumilla
Il distretto di Zarumilla è un distretto del Perù, facente parte della provincia di Zarumilla, nella regione di Tumbes.